# Adipócito
Adipócitos, lipócitos ou  células adiposas são células que armazenam gorduras e regulam a temperatura corporal.
São células que fazem parte do tecido adiposo, os adipócitos são responsáveis pelo armazenamento de gordura no corpo humano. Cada célula adiposa armazena determinada quantidade de gordura. São capazes de armazenar gorduras até dez vezes o seu tamanho. Quando é ultrapassado o limite de armazenamento de uma célula adiposa é criada uma nova célula no tecido adiposo. O tecido adiposo acompanha o desenvolvimento do ser humano durante toda a vida.
Primeiramente, devemos saber que as células armazenadoras de gordura recebem o nome de adipócitos e do ponto de vista do emagrecimento, o importante é entendermos como a gordura é retirada do adipócito e utilizada pelos músculos envolvidos no exercício. Por exemplo, a ideia de fazer abdominais excessivamente para perder gordura da barriga não existe, pois a gordura não é queimada no local onde está sendo feito o exercício.
A gordura armazenada no adipócito encontra-se na forma de triglicerídios (três ácidos graxos ligados a uma molécula de glicerol). Enquanto realizamos o exercício, vários hormônios como as catecolaminas, o glucagon, o hormônio do crescimento, corticosteróides, entre outros, são liberados na corrente sangüínea, e quando chegam aos adipócitos, provocam lipólise (esvaziamento dos adipócitos) aumentando as concentrações sangüíneas de ácidos graxos livres (AGL). Esses AGLs são levados aos músculos esqueléticos que os utilizam para a síntese de ATP. 
O ácido-graxo, agora dentro da célula muscular, precisa ser ativado (incoporação de Acil-CoA) e transportado para dentro da matriz mitocondrial, onde será fracionado em moléculas de dois carbonos (Acetil-CoA) para ser oxidado (Beta-oxidação). Dentro das mitocôndrias, as moléculas de Acetil-CoA são processadas no ciclo do ácido cítrico (Ciclo de Krebs) e produzem NADH e FADH2. Esses últimos são transferidos para a cadeia de transporte de elétrons onde o ATP é finalmente gerado. O FADH2 dá origem a 1,5 ATP, enquanto que o NADH, a 2,5 ATP. 
Do ponto de vista da geração de energia, a glicose e os ácidos graxos são os substratos mais importantes. A oxidação completa de 1g de glicose gera aproximadamente 4 Kcal, enquanto que a mesma quantidade de ácidos graxos (gordura) gera em torno de 9 Kcal.